# تيري راندولف
تيري راندولف (بالإنجليزية: Terry Randolph)‏ هو لاعب كرة قدم أمريكية أمريكي، ولد في 17 يوليو 1955 في بروكلين في الولايات المتحدة.

## وصلات خارجية
- تيري راندولف على موقع مرجع كرة القدم المحترفة.كوم (الإنجليزية)